# La Croix-Valmer
La Croix-Valmer este o comună franceză, situată în departamentul Var, în regiunea Provence-Alpes-Côte d'Azur. Comuna a rezultat dintr-o separare care a avut loc în anul 1934 de comuna Gassin.

## Geografie

### Localizare
La Croix-Valmer este situată la poalele masivului Maures, în golful Cavalaire, la jumătatea distanței dintre Le Lavandou și Saint-Tropez.
Comuna se află la 38,6 km de Fréjus și la 50 km de Aeroportul Toulon-Hyères.

### Geologie și relief
Situată la poalele masivului Maures, comuna se deschide spre golful Cavalaire, având numeroase plaje.
Parcul Național Port-Cros și Porquerolles administrează, în colaborare cu comunele Hyères și La Croix-Valmer, spațiile naturale achiziționate de Conservatorul Litoralului din peninsula Giens și Cap Lardier.

### Hidrografie
Cursuri de apă care traversează comuna:
- Pârâurile Liquette, Escaled, Vernatelle, Carrade, Collières, Fontaine du Merle, Ricarde.

### Clima
În 2010, clima comunei este de tip mediteranean autentic, conform unui studiu realizat de Centrului Național de Cercetare Științifică (CNRS) , bazat pe o serie de date care acoperă perioada 1971-2000. În 2020, Météo-France publică o tipologie a climatului din Franța metropolitană, conform căreia comuna este expusă unui climat mediteranean și se află în regiunea climatică Var, Alpes-Maritimes, caracterizată prin precipitații abundente toamna și iarna (250-300 mm toamna), o insolație foarte bună vara (fracție de insolație > 75%), ierni blânde (8 °C) și puțină ceață.
Pentru perioada 1971-2000, temperatura anuală medie este de 14,9 °C, cu o amplitudine termică anuală de 14,8 °C. Cumulul anual mediu de precipitații este de 846 mm, cu 6 zile de precipitații în ianuarie și 1,5 zile în iulie. Pentru perioada 1991-2020, temperatura medie anuală observată la stația meteorologică Météo-France cea mai apropiată, situată în comuna Cogolin la 6 km distanță, este de 15,6 °C, iar cumulul anual mediu de precipitații este de 958,0 mm.
Parametrii climatici ai comunei au fost estimați pentru mijlocul secolului (2041-2070) conform diferitelor scenarii de emisie de gaze cu efect de seră, bazate pe noile proiecții climatice de referință DRIAS-2020. Aceștia pot fi consultați pe un site dedicat publicat de Météo-France în noiembrie 2022.

### Căi de comunicație și transport
Există mai multe opțiuni pentru a ajunge la La Croix-Valmer:

#### Căi rutiere
- Sosire pe autostrada A8, apoi ieșirea Cannet-des-Maures sau Le Muy.
- Acces pe RD 93, cunoscută sub denumirea de „Route des Plages”, care deservește Pampelonne, Ramatuelle și La Croix-Valmer.
- Drumurile RD 559 și RD 98.

#### Linii SNCF
- Gara Saint-Raphaël-Valescure
- Gara Toulon

#### Transport aerian
Cele mai apropiate aeroporturi sunt:
- Aeroportul Toulon–Hyères
- Aeroportul Nice-Côte d'Azur

## Urbanism

### Tipologie
La 1 ianuarie 2024, La Croix-Valmer este clasificată drept burg rural, conform noii grile comunale de densitate în șapte niveluri definită de INSEE (Institutul Național de Statistică și Studii Economice) în 2022. Ea face parte din unitatea urbană Cavalaire-sur-Mer, o aglomerație intra-departamentală formată din două comune, dintre care La Croix-Valmer este o comună suburbană. În plus, comuna este situată în afara zonei metropolitane a orașelor.
Comuna, situată pe malul Mării Mediterane, este, de asemenea, o comună litorală în sensul legii din 3 ianuarie 1986, cunoscută sub numele de legea litoralului. Dispoziții urbanistice specifice se aplică aici pentru a proteja spațiile naturale, siturile, peisajele și echilibrul ecologic al litoralului, cum ar fi, de exemplu, principiul interdicției de construire în afara zonelor urbanizate pe fâșia litorală de 100 de metri sau mai mult, dacă planul local de urbanism prevede acest lucru.

### Ocuparea terenurilor
Ocuparea terenurilor din comună, așa cum reiese din baza de date europeană privind ocuparea biogeofizică a terenurilor Corine Land Cover (CLC), este caracterizată de importanța pădurilor și a mediilor semi-naturale (51,3% în 2018), în scădere față de 1990 (54,4%). Distribuția detaliată în 2018 este următoarea: zone urbanizate (34,9%), păduri (27,8%), spații deschise, fără sau cu puțină vegetație (16,8%), culturi permanente (12,1%), medii cu vegetație arbustivă și/sau ierboasă (6,7%), ape maritime (1%), zone agricole heterogene (0,6%), spații verzi artificializate, non-agricole (0,1%). Evoluția ocupării terenurilor în comună și a infrastructurilor sale poate fi observată pe diferitele reprezentări cartografice ale teritoriului: harta Cassini (secolul XVIII), harta de stat-major (1820-1866) și hărțile sau fotografiile aeriene ale IGN pentru perioada actuală (1950 până în prezent).

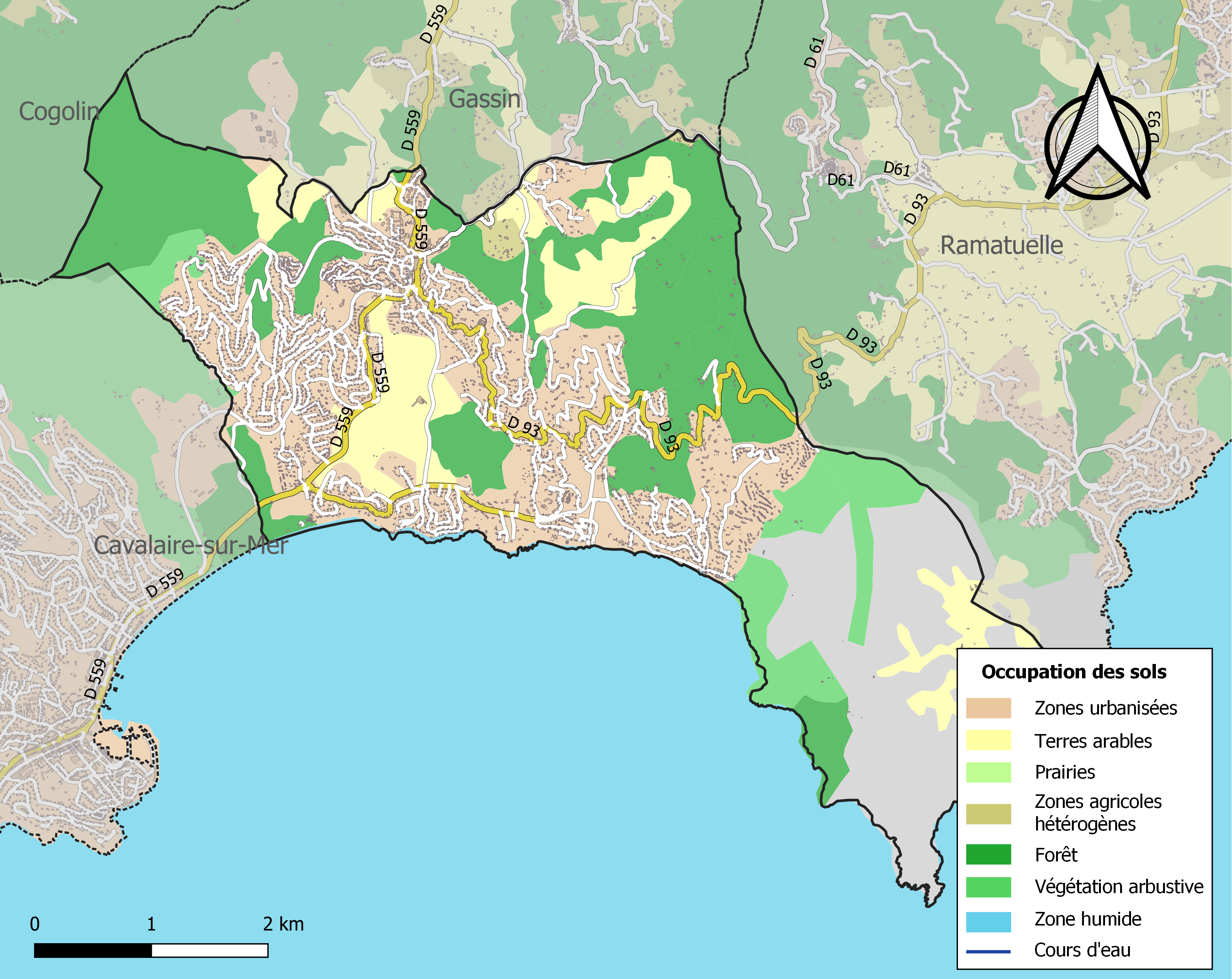
Harta infrastructurii și utilizării terenului a comunei în 2018 (CLC).

## Toponimie
Toponim compus din croix (cruce) și Valmer.
La Croix-Valmer a fost numit până în secolul al XVIII-lea le Croix de Cavalaire.

## Istorie

### Până în anul 1900

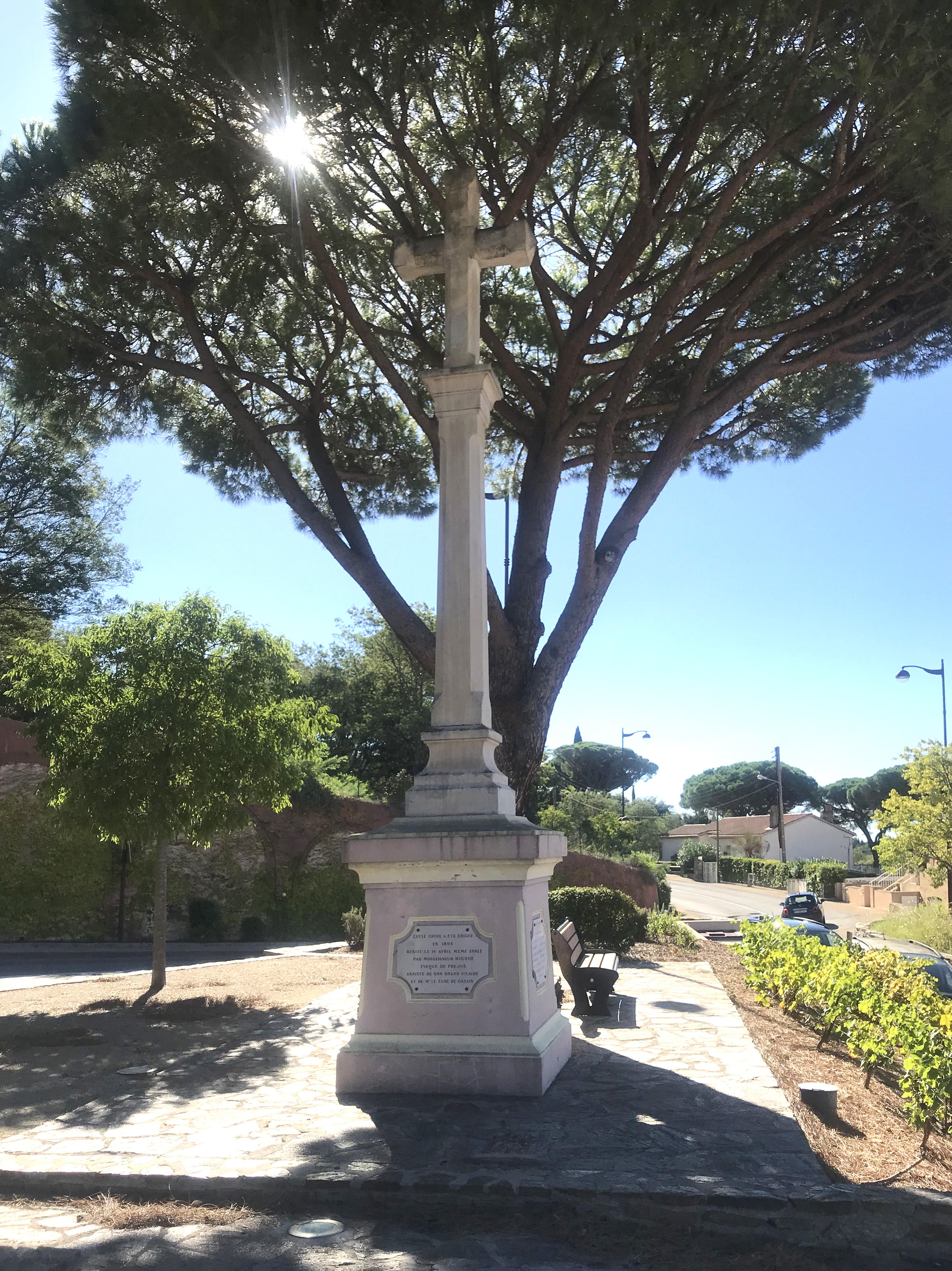
Crucea lui Constantin, ridicată în 1893

Împăratul Constantin, aflat în drum spre a purta război împotriva cumnatului său Maxentius, în anul 312 d.Hr., ar fi avut, în timpul unei opriri, în locul unde va fi fondat satul, o viziune a unei cruci pe cer, marcată cu inscripția „in hoc signo vinces” („prin acest semn vei învinge”).
Această legendă rămâne adânc înrădăcinată în memoria locuitorilor din La Croix-Valmer.
Nu a fost adusă nicio dovadă care să ateste veridicitatea acestei legende, iar îndoiala persistă, cu atât mai mult cu cât drumurile din regiune, la acea vreme, erau puțin adaptate pentru trecerea legiunilor, care aveau la dispoziție mult mai practicabila Via Aurelia (N 7).
La 16 aprilie 1893, o cruce de piatră a fost ridicată chiar în locul unde tradiția localizează această apariție. Originea numelui La Croix este, totuși, anterioară construcției acestui monument.
Cartierul La Croix-Valmer, care aparținea de Gassin, a devenit comună pe 6 aprilie 1934.
Prezența omului pe acest teritoriu, în timpuri foarte vechi, este dovedită de descoperirea unor vestigii din diverse epoci: unelte preistorice, cista de la Cap Taillat (Dolmenul de la Briande) sau ferma romană de la Pardigon (secolul al III-lea î.Hr.).
La Croix a fost și rămâne un loc de trecere și de intersectare pentru circulația de-a lungul litoralului.
Astăzi, acest loc este încă traversat pentru a se deplasa dintr-o comună în alta.

### Secolele XX și XXI
Între 1940 și 1944, orașul a fost ocupat de italieni, apoi de germani. La sfârșitul celui de-al Doilea Război Mondial, plajele din La Croix-Valmer au fost un punct important al debarcării din Provence. Trupele aliate au tranzitat doar această zonă, îndreptându-se către orașele Toulon și Marsilia.

## Populația și societatea

### Date demografice
Evoluția numărului de locuitori este cunoscută prin recensămintele populației efectuate în comuna respectivă începând din 1936. Pentru comunele cu mai puțin de 10 000 de locuitori, un recensământ al întregii populații este realizat la fiecare cinci ani, populațiile legale pentru anii intermediari fiind estimate prin interpolare sau extrapolare.
În 2021, comuna număra 3804 locuitori, în scădere cu -0,16 % față de 2015 (Var: +4,45 %, Franța fără Mayotte: +1,84%).
| An        | 1936 | 1962 | 1982 | 2006 | 2014 | 2021 |
| --------- | ---- | ---- | ---- | ---- | ---- | ---- |
| Populație | 863  | 1110 | 2064 | 3173 | 3711 | 3804 |

## Cultură locală și patrimoniu

### Locuri și monumente
Vilele de pe malul mării:
- Pausa Belle
- Serena
- Les Rochers
- La Bouillabaisse
- Vergeron
- Villa Louise
- Sylvabelle
- Villa Couadan
- La Karaya
- Château Nenot du Cap des Myrtes
- Château Meï Lésé[32]

Alte vile:
- Villa Andalousie
- Villa Alleluia
- Le Manoir
- Villa Turquoise
- Villa Les Bruyères
- Villa de la Croix
- Villa Les Pins[33]

Patrimoniu și situri religioase:
- Biserica Sainte-Croix
- Casa de odihnă a Părinților Duhului Sfânt
- Placă de biserică utilizată ca monument
- Cimitirul intercomunal din Cavalaire-sur-Mer și La Croix-Valmer[34]

### Personalități
- Abel Faivre (1853-1945), artist plastic, deținea o casă și un atelier în apropierea plajei Gigaro.

## Înfrățiri
- Italia – Gambassi Terme - din 1998